# لوم تشاونا
لوم تشاونا (مواليد 8 سبتمبر 2003) هو لاعب كرة قدم فرنسي يلعب في مركز المهاجم في نادي ديجون.

## روابط خارجية
- لوم تشاونا على موقع قاعدة بيانات كرة القدم.إي يو (الإنجليزية)
- لوم تشاونا على موقع Soccerway.com (الإنجليزية)